# Chiesa di Sant'Antonio Abate (Fasano)
La chiesa di Sant'Antonio Abate è una chiesa di Fasano, in provincia di Brindisi.

## Storia
Agli inizi del Seicento il clero di Fasano donò ai Frati minori osservanti un orto dove con autorizzazione di papa Clemente VIII venne edificato, per munificenza delle famiglie benestanti della città, un convento per 12 frati. Assieme al convento fu edificata anche una cappella dedicata alla santa Vergine Immacolata, da cui sorse anche una omonima confraternita.
Successivamente al convento venne edificato il chiostro decorato da affreschi con i Fioretti di san Francesco, e quindi una nuova ala, adibita a scuola elementare e scuola per la preparazione agli studi superiori, ed infine una foresteria.
Nel 1753 venne ultimato l'ampliamento della chiesa e questa venne consacrata
Alla fine dell'Ottocento la chiesa subì un crollo al termine dei lavori, che durarono due anni, il convento aveva cessato la propria attività, in seguito alle soppressioni degli ordini religiosi nel Regno d'Italia: gli edifici del convento furono riutilizzati come scuola elementare, fino alla completamento della scuola Collodi nel 1927 nei pressi delle fogge, mentre la chiesa divenne proprietà della confraternita dell'Immacolata.
Per la presenza della chiesa, l'attuale corso Vittorio Emanuele era denominato il Corso di Sant'Antonio.
Il 25 marzo del 1924 la chiesa divenne parrocchiale, con parroco Don Donato Di Ceglie la seconda della città dopo la chiesa matrice e furono i parroci che si sono succeduti a regolare i successivi rapporti tra la parrocchia e la confraternita.
Negli anni successivi la chiesa fu ancora interessata da lavori di ampliamento, modifiche e restauri. Il parroco Sante Perna si occupò della costruzione dell'orfanotrofio dell'"Istituto del Sacro Cuore", mentre il suo successore Nicola Carbonara istituì nel 1954 l'oratorio "Villaggio del fanciullo", che ebbe il sostegno di padre Pio e di papa Pio XII.
Nel 2008 la chiesa è stata interessata da un grosso lavoro di restauro caratterizzato dal ridimensionamento interno, ricolorazione e risanamento dei muri perimetrali riportando al vecchio splendore l'edificio e le opere d'arte in esso presenti.

## Descrizione
Oggi il complesso si presenta con una cupola che poggia su un tamburo di forma circolare, al suo fianco sorge il campanile cuspidato "a cipolla". 
All'interno l'altare maggiore è dedicato all'Immacolata, mentre gli altari laterali di sinistra sono dedicati a Santa Lucia e a Maria Santissima del Rosario e quelli di destra a Sant'Antonio da Padova e una cappelletta dedicata alla Divina Passione. Di interesse architettonico è il Chiostro dei Minori Osservanti del XVII secolo, sulle pareti, nelle varie lunette,  è descritta la vita del Poverello d'Assisi, attualmente di proprietà comunale ed aperto al pubblico solo in occasione di manifestazioni culturali.